# Sony Ericsson c510
El 'C510' es uno de los teléfonos móviles de Sony Ericsson Cyber-shot serie. Fecha de lanzamiento el 7 de enero de 2009, fue su sucesor en el modelo K510i.

## Características

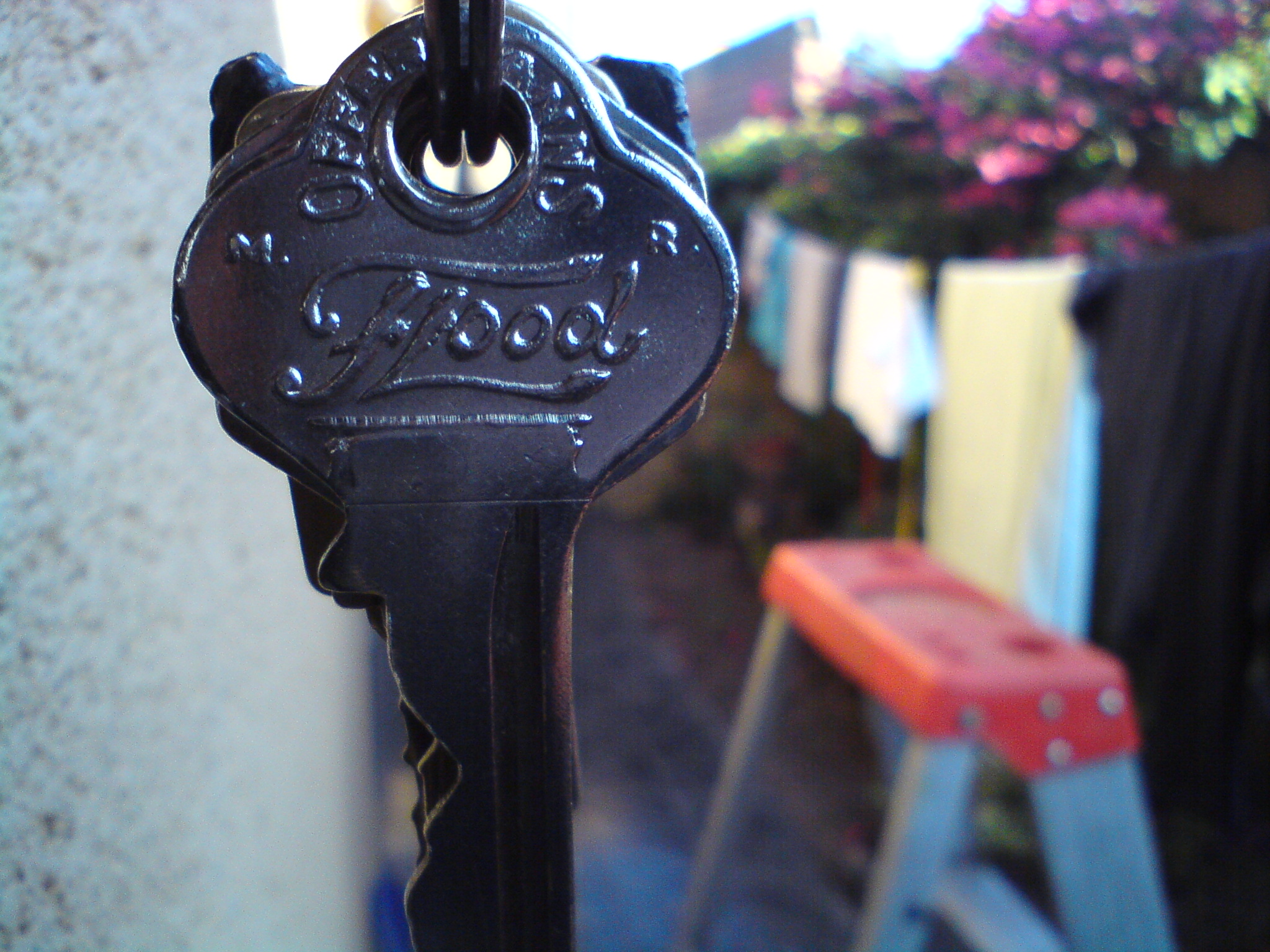
Foto tomada con la opción macro del C510

Fue uno de los primeros teléfonos que vienen con Smile ShutterTM technology, después añadida al C905 series. El C510 tiene la marca Cyber-shot y funciones, como blogging, auto focus, LED flash y face detection.

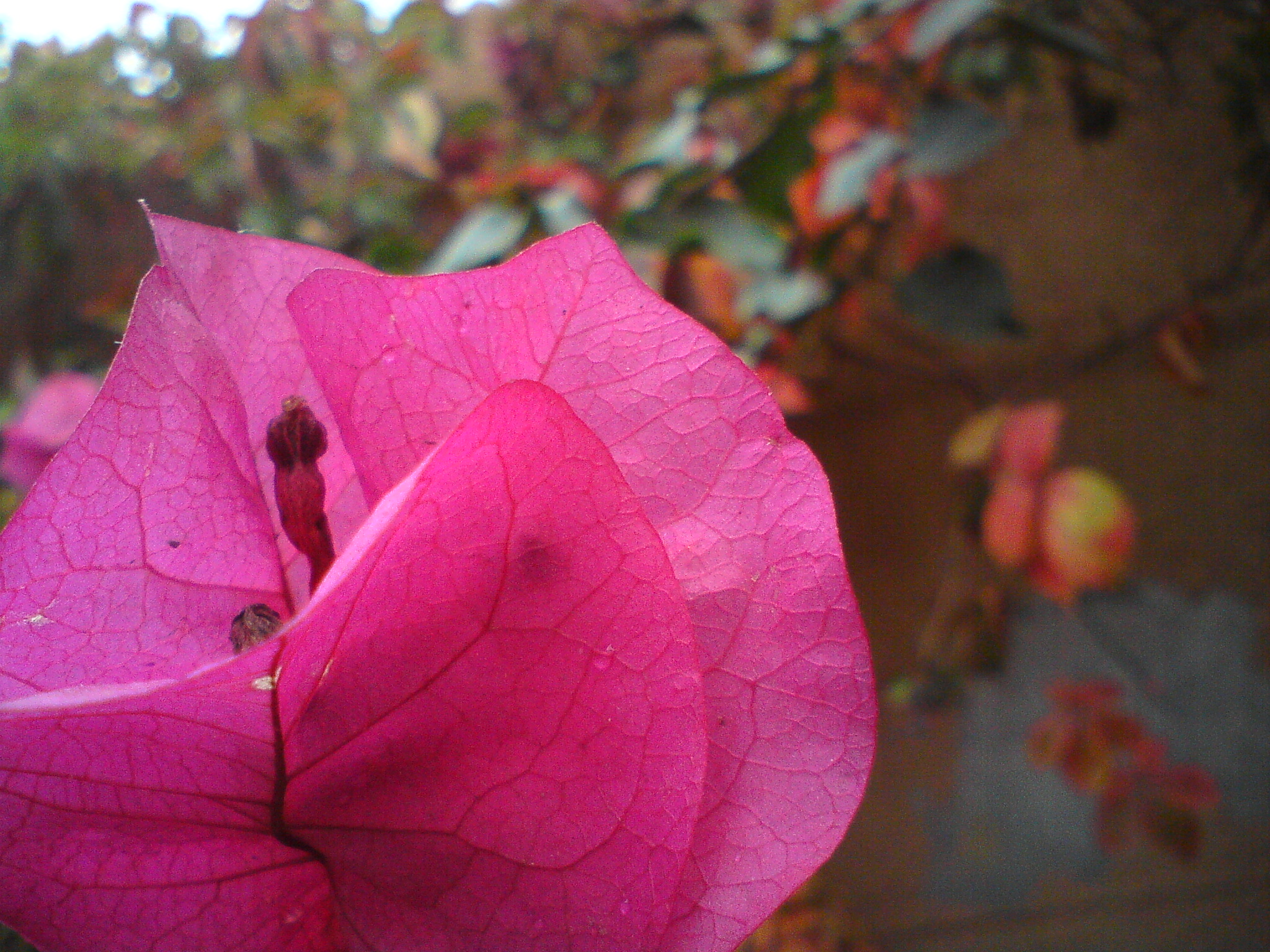
foto tomada con C510

El teléfono también cuenta con una cubierta de la cámara, a los arañazos pantalla resistiva, y las teclas que se iluminan cuando el modo de cámara para acceder a las características particulares tales como flash. También soporta una amplia gama de ajustes de exposición.

## Rendimiento
La cámara puede disparar hasta 3,2 MP, y puede grabar vídeo a 30 fps y en formato QVGA. Una actualización del firmware permite el teléfono para que realice su proceso, como Windows Live Messenger. El teléfono admite la rotación automática de vertical a horizontal a través del acelerómetro incorporado que también se utiliza para diversas aplicaciones tales como un contador de pasos y algunos juegos. El teléfono tiene la capacidad de trabajar como un módem, y en una zona buena señal 3G hasta razonable velocidades de banda ancha se puede lograr. Soporta tarjetas de memoria hasta que la capacidad de 8GB.

## Java Platform 8
Tiene Sony Ericsson Java Platform perfil 8 y así lo permite Flash Lite para ejecutarse como un front-end para Java ME.